# Hemi

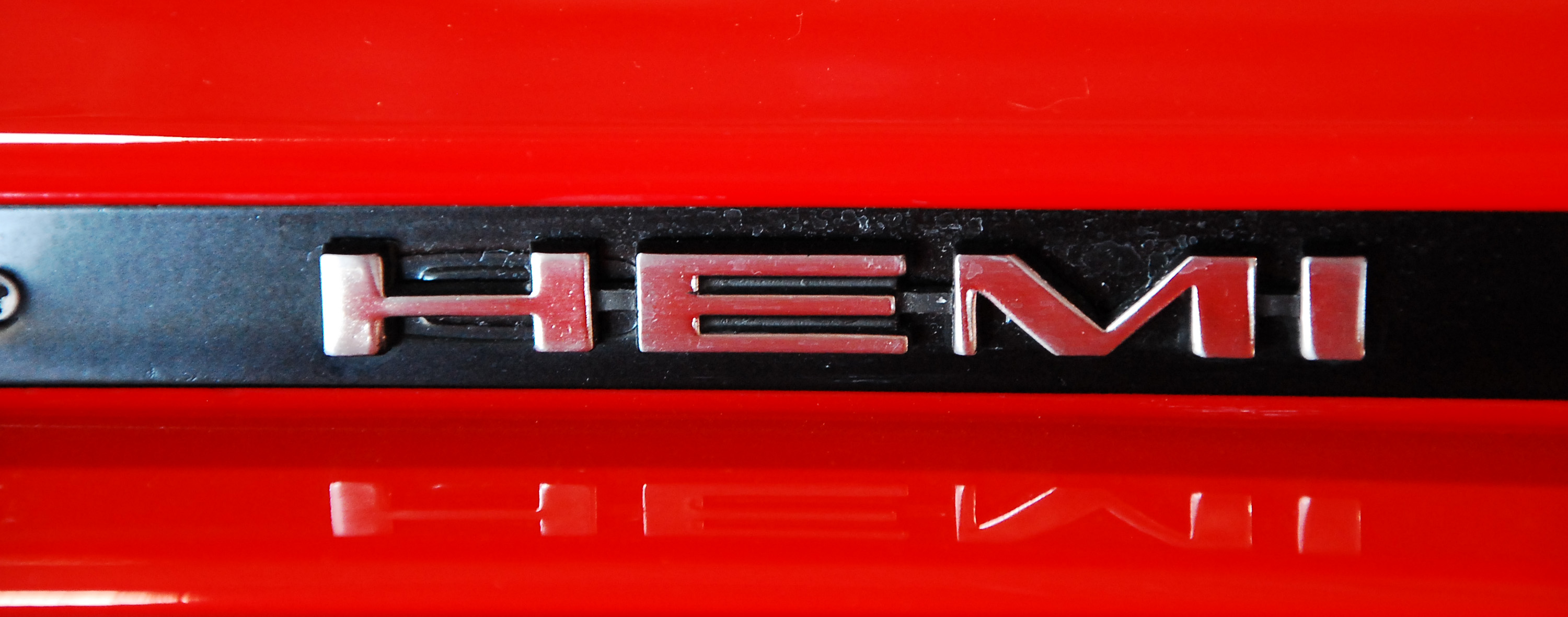
Лого Hemi

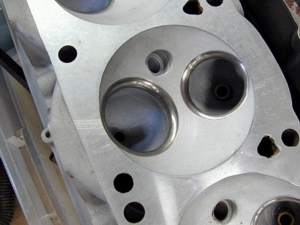
Головка блока циліндрів із напівсферичним склепінням камери згоряння

Hemi® (походить від англ. hemispherical — «півсферичний») або двигун Hemi (англ. hemi engine) — бензиновий двигун внутрішнього згоряння з камерами згоряння зі склепінням у формі півсфери (англ. hemispherical combustion chamber) і торговельна марка, зареєстрована DaimlerChrysler AG у 2004 році (в Україні у 2005 році).

## Історична довідка

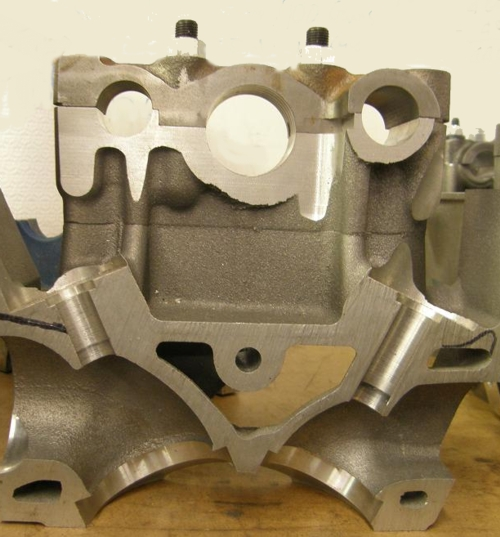
Розріз головки блока циліндрів типу SOHC з перехресними потоками та напівсферичною формою склепіння камери згоряння (нижня частина зображення)

Ідея камери згоряння напівсферичної форми має давнє коріння і вперше її застосували ще на стародавніх гарматах і мортирах.
На початку ХХ століття про неї згадали при проектуванні автомобільних двигунів. Головки блоків двигунів з напівсферичними камерами згоряння з'явились у 1901 році, а у 1905 використовувались на гоночних бельгійських авто «Pipe» та італійських «Fiat 130 HP» у 1907 році, «Peugeot Grand Prix Car» у 1912 році, ALFA 40/60 GP у 1914. До таких конструкцій зверталися у наступних роках «Daimler», «Riley», BMW та інші автовиробники.
Компанією Chrysler у 1940-х був розроблений двигун такого типу (модель Chrysler XIV-2220) для застосування на літаку-винищувачі Republic P-47 Thunderbolt. Двигун мав 16-циліндрове компонування з інвертованим V-подібним розташуванням циліндрів. Така конструкція дозволила досягти значного приросту потужності, порівняно з поширеними тоді агрегатами з головками блоку циліндрів з плоскою поверхнею склепіння камери згоряння. Нова форма камери дозволяла розташувати впускний і випускний клапани у різних площинах безпосередньо над поршнем, що дало змогу збільшити розмір самих клапанів. Експериментальний зразок двигуна розвивав потужність 2500 к. с. і під час випробувань винищувач подолав рубіж швидкості у 500 миль/год, що було рекордним для літака з двигуном внутрішнього згоряння. Однак війна закінчилась, і цей двигун так і не пішов у серійне виробництво. А ось досвід побудови такого роду агрегатів став для компанії основоположним.
У подальшому назва «Hemi» асоціюється з маркою Chrysler (яка цю назву і запровадила), у першу чергу завдяки зареєстрованим правам на таку назву та агресивній рекламній кампанії, проведеній у 1960-х роках.

## Використання

### США

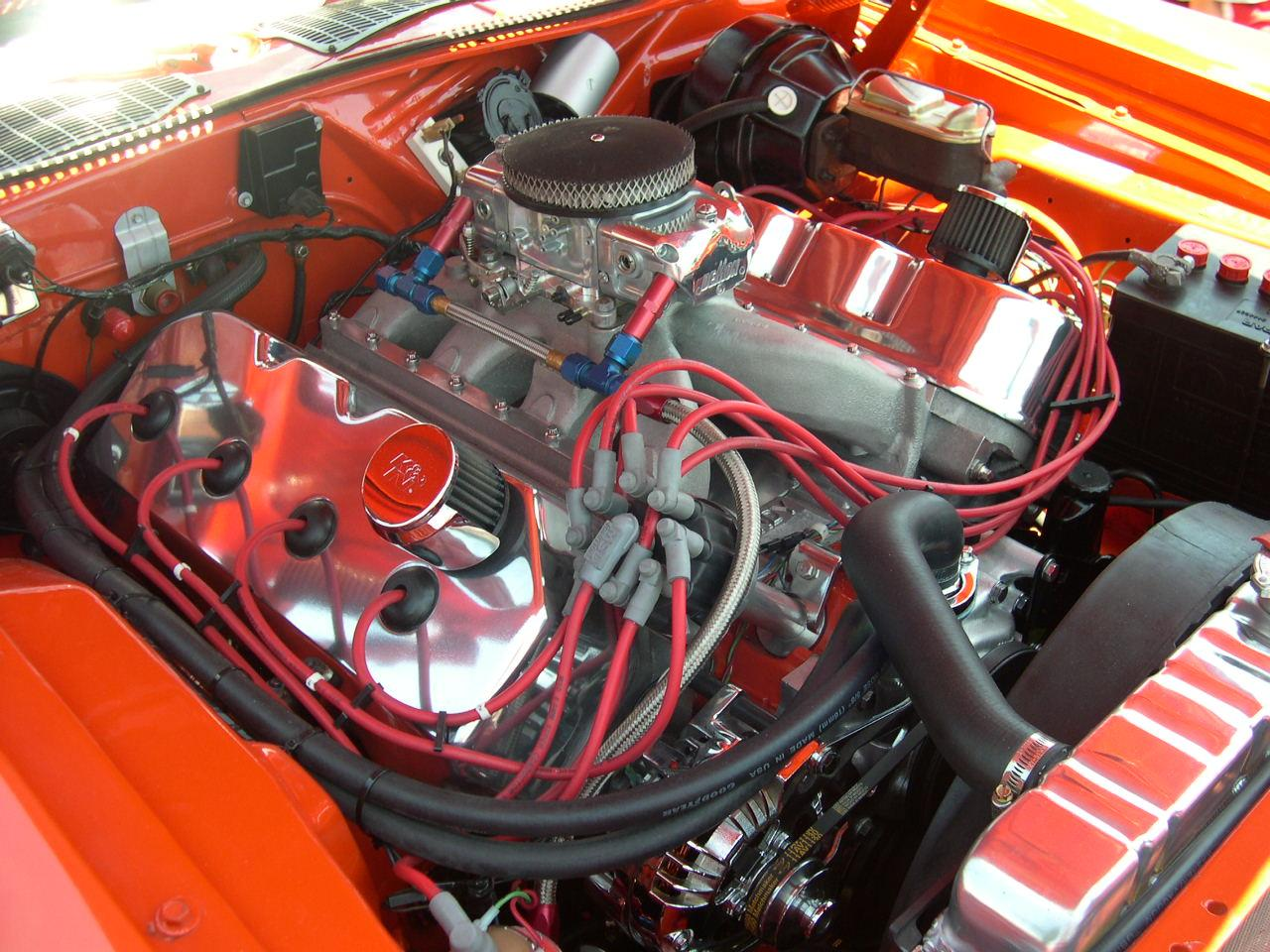
Двигун Plymouth Hemi (1971)

Вперше на американських автомобілях така конструкція стала доступною у 1947 році. Компанія Ford для своєї знаменитої V-подібної вісімки «V8 Flathead» пропонувала конверсійні головки з півсферичними камерами згоряння.
Двигуни Hemi від 1970-х років використовуються у потужних модифікаціях автомобілів марок Chrysler, Dodge і Plymouth:
- 1966—1970 Dodge Coronet/Plymouth Belvedere
- 1966—1971 Plymouth Satellite[en]
- 1966—1971 Dodge Charger
- 1967—1971 Plymouth GTX[en]
- 1968 Dodge Dart
- 1968—1971 Dodge Super Bee
- 1968—1971 Plymouth Road Runner
- 1969 Dodge Charger Daytona
- 1970 Plymouth Superbird
- 1968, 1970—1971 Plymouth Barracuda
- 1970—1971, 2008—2021 Dodge Challenger
- 1970 Monteverdi Hai 450[en]
- 2004—2021 Dodge Durango
- 2005 Chrysler 300C Hemi v8, Dodge Ram 1500, Dodge ram 2500
- 2006 Jeep Grand Cherokee SRT8 6,1
- 2008 Dodge Challenger SRT8 6.1
- 2006—2010 Jeep Commander 5.7
- 2010 Jeep Grand Cherokee SRT8 6,4
- 2005—2014 Jeep Grand Cherokee 5.7

### Італія

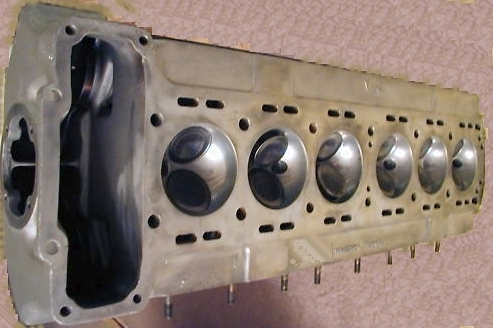
Рядний 6-циліндровий двигун Jaguar з головкою блоку циліндрів типу «hemi»

Alfa Romeo протягом багатьох років виробляє успішні двигуни з півсферичною камерою згоряння. Найяскравішим прикладом може бути оригінальний 2,5-літровий двигун V6 розроблений Джузеппе Буссо, котрий дехто вважає одним з найкращих та найхарактерніших за звучанням серійних двигунів усіх часів. Частково ця заслуга, ймовірно, пов'язана з тим, що напівсферичні камери на оригінальному 2-клапанному двигуні дозволили отримати майже повністю прямий канал для випуску відпрацьованих газів, що надало двигуну чистішого звучання, а це дозволило Alfa Romeo використати стандартні вихлопні труби, не втрачаючи при цьому улюбленого гоночного звуку двигуна.
Двигуни компанії Lancia V4 і V6 також мали напівсферичні камери згоряння.

### Велика Британія

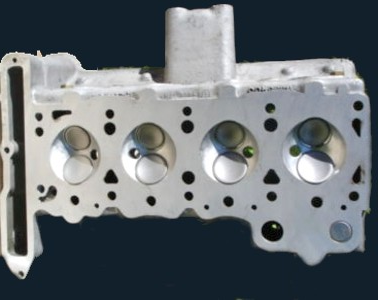
Головка двигуна Lotus «big valve» із напівсферичними камерами

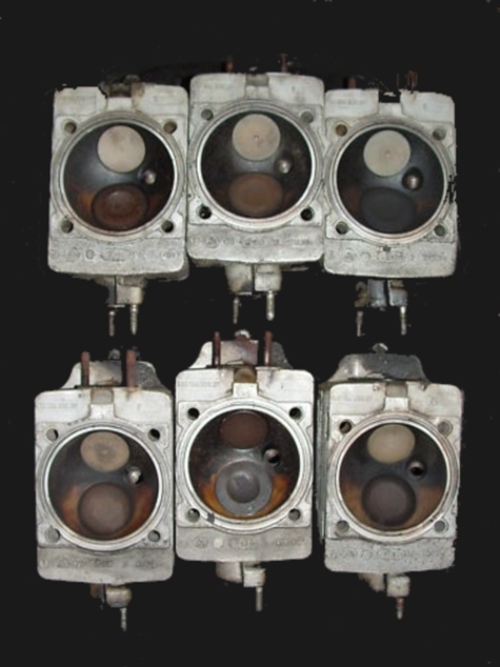
Головки 6-циліндрового оппозитного двигуна Porsche з напівсферичними камерами

Знаменитий двигун DOHC (32-клапанний з 4-ма кулачковими валами газорозподілу) V8 компанії Aston Martin мав напівсферичні камери згоряння від кінця 1960-х до кінця 1980-х років. Кожен кулачковий вал керував одним набором клапанів: групою впускних клапанів або групою випускних клапанів. Aston Martin V8 5.3 L (5340 cc/325 in3) розвивав потужність 315 к. с. (235 кВт).
Компанія Jaguar використовувала таку конструкцію головки блоку циліндрів, починаючи з 1949 року, у тому числі на легендарних двигунах Двигун Jaguar XK, які встановлювались на автомобілях, починаючи від моделі D-Type, що переміг на перегонах у Ле-Мані (1955), до моделі XJ6.
Компанія Lotus використовувала напівсферичні камери в деяких своїх двигунах Lotus-Ford Twin Cam (див. фото праворуч). Відносно великі клапани, що стали можливими при такій камері, дозволяли великим об'ємам паливо-повітряної суміші швидко надходити а відпрацьованим газам виходити з камери.
Завод MG в Абінгдоні-на-Темзі випускав двигун MGA 1600 MkI з двома кулачковими валами (Twin Cam) для автомобіля MG MGA з 1958 по 1960 рік. Двигун з робочим об'ємом 1588 см³ з чавунним блоком та алюмінієвою головкою мав по два клапани на циліндр. Ця конфігурація дозволила забезпечити перехресну циркуляцію газів у камері згоряння, що дозволило покращити об'ємний к.к.д., а також використовувати збільшені клапани та поршні з куполоподбними днищами. Ранні версії двигунів виявились ненадійними через детонацію та надмірне споживання моторної оливи, що змусило конструкторів зменшити ступінь стиску з 9,1. до 8.3 шляхом зміни конструкції поршнів. Це рішення було успішним, але продажі впали настільки швидко, що компанія припинила виробництво цих двигунів і використовувала відповідне шасі для деяких модифікацій MGA з двигунами, відомими як MGA 1600 MkI та MkII DeLuxe.

### Японія
Компанія Mitsubishi виготовляла декілька двигунів «hemi» зокрема двигун типу Astron (марка 4G54).
Двигуни Nissan типів Z, VG (версія SOHC) також мали класичну напівсферичну камеру згоряння.
Двигуни сімейства V від Toyota Motor Corporation були представлені двигуном V8 поздовжнього розташування і використовувалися з 1960-х по 1990-ті роки. Двигуни сімейства V встановлювались на Toyota Century. Toyota співпрацювала з Yamaha над виготовленням першого японського двигуна з блоком циліндрів з алюмінієвого сплаву. Цей двигун часто називають «Toyota HEMI», оскільки він має схожу конструкцію головки блоку циліндрів, що й у Chrysler Hemi, незважаючи на те, що більшість конструктивних особливостей двигуна є абсолютно іншими.
Двигун V 2.6L був першим двигуном, що встановлювався на автомобілях Crown Eight від 1964 до 1967 як частини другої генерації ряду Crown. Після цього Crown Eight була замінена на престижну Toyota Century. Модифікації 3V, 4V і 5V встановлювались на Toyota Century аж до 1997 року коли цей двигун було повністю перероблено і він отримав маркування 5.0 L 1GZ-FE V12.
Двигуни серії V, як і декілька двигунів Toyota Motor Corporation (наприклад, 2T-C, 2M, 4M тощо) того часу мали напівсферичну камеру згоряння. Свічки запалювання розташовувалися у верхній частині камери згоряння.

### Німеччина
Компанія Porsche широко використовувала головку блоку типу hemi у багатьох конструкціях своїх двигунів, включаючи опозитну «шістку» з повітряним охолодженням для модифікацій Porsche 911 від 1964 до 1995.

## Еволюція двигунів Hemi

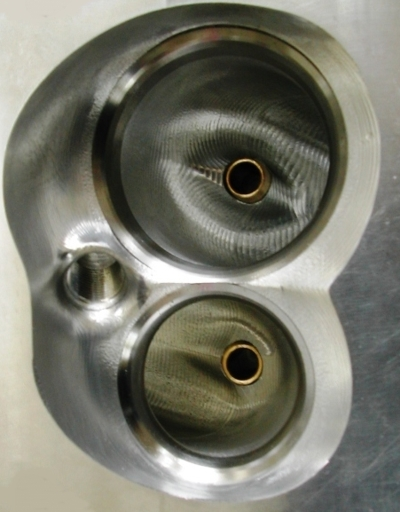
Сучасна (2007) non-Hemi активна камера згоряння

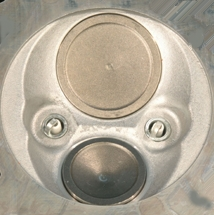
Нова форма камери згоряння Chrysler Hemi

У сучасну епоху боротьби із шкідливими викидами напівсферична форма камери у нових модифікаціях двигунів. Напівсферична камера згоряння є найпростішою і легкою у виготвленні конструкцією. Протягом понад століття вона служила базовою конструкцією двигунів внутрішнього згоряння, з якої взяло початок багато інших удосконалень та інженерних розробок. У міру того, як інженерія, пов'язана з новими двигунами, вдосконалювалася та розвивалася, класична напівсферична камера змінилася і перетворилася на більш витончені та складні конструкції, які забезпечують отримання більшої потужності при менших викидах.
У багатьох конструкціях сучасних двигунів використовують активні камери згоряння, призначені для формування обертання та завихрення паливо-повітряної суміші в камері з метою її найефективнішого згоряння. Ці активні камери зазвичай мають фасолеподібний вигляд чи вигляд двох сполучених між собою малих камер типу «hemi», оточених плоскими ділянками гасіння над поршнями.

## Переваги
- Використання напівсферичної камери згоряння дозволяє скоротити теплові втрати і, як наслідок, підвищити теплову ефективність двигуна.
- Розташування клапанів під кутом, а не в одній площині, як в звичайних двигунах дозволяє збільшити розмір клапанів а отже і їх пропускну спроможність.
- Збільшені клапани дозволяють поліпшити вентиляцію камери згоряння і підвищити вихідну потужність.
- Така форма склепіння камери дозволяє виконати канали, по яких переміщається паливо-повітряна суміш, вигнутими у меншій мірі, що обумовлює зменшення опору потоку суміші. У сукупності зі збільшеними розмірами клапанів це покращує всмоктувальну спроможність двигуна.

## Недоліки
- Проблемність подальшого підвищення ступеня стиску двигуна.
- Невідповідність сучасним вимогам на обмеження шкідливих викидів.
- Форма камери згоряння дозволяє помістити лише два клапани: один впускний і один випускний.